# 多辐线溲疏
多辐线溲疏（学名：Deutzia multiradiata）为虎耳草科溲疏属下的一个种。其种加词“multiradiata”意为“多辐的”。